# بختک

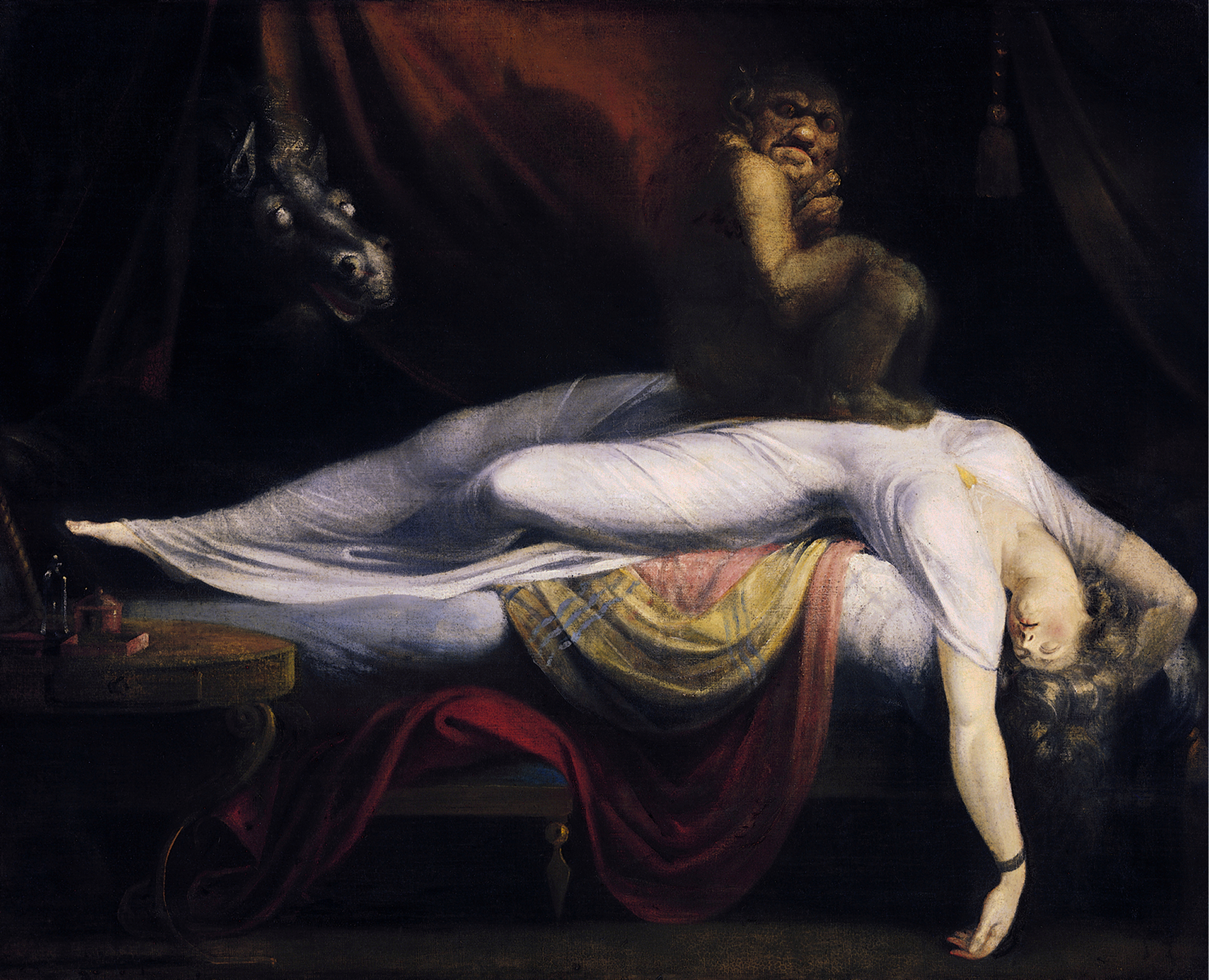
بختک، هنری فوسلی، ۱۷۱۸

بَختَک یا فَرَنجَک یا که نام علمی آن فلج خواب است، حالت اختناق و سنگینی است که گاهی در خواب به انسان دست می‌دهد، رؤیای وحشتناک توأم با احساس خفقان و سنگینی بدن که انسان را از خواب می‌پراند. خفتک، خفتو، خُفتوک، برفنجک، درفنجک و فرنجک و فدرنجک و برغفج و برخفج و خفج و فرهانج و کرنجو، سکاچه، سیاهی و در زبان لری به آن تَپتَپو و در زبان کردی به آن شوه و شویی و در عربی به آن کابوس می‌گویند. به ترکی هم می‌شود (قره باسما)، به بلوچی می‌شود (خپ خپوک)، به سیستانی می شود (خَفُک) و در گیلکی بدان اوخوس گویند.
عوام، احساس سنگینی که گاهی به شخصی که خوابیده دست می‌دهد را به وسیله آن توجیه می‌کنند. پدیده پزشکی [فلج خواب] در واقع همان بختک است..

## افسانه‌ها و باور عامیانه
بَختَک در افسانه‌ها و باور عامیانه ایرانی نام موجودی تخیلی است که شب‌ها قصد خفه‌کردن افراد در خواب را دارد. برخی منابع نیز بختک را با کابوس هم‌معنی دانسته‌اند. البته بختک با کابوس هم معنا نیست، بختک موجودی نامریی است که شب هنگام بر بدن انسان چیره می‌شود و تمام بدن را در اختیار گرفته و قفل می‌کند، درین حالت انسان فقط نظاره‌گر ناتوانی خود است. ترسی بدون دلیل وجود انسان را در بر می‌گیرد و انسان توان کوچک‌ترین واکنشی نسبت به این ترس ندارد. در برخی باورهای قدیمی معتقدند که بختک روی سینه افراد می‌نشیند و تمام وجود آن‌ها را فلج می‌کند. شاید ترس انسان گرفتار از این موجود نیز به دلیل این است که حضور آن را بر روی خود احساس می‌کند ولی نمی‌تواند آن را ببیند. برخی دیگر بر این باورند که بختک در درون انسان رخنه می‌کند و بدن را در اختیار می‌گیرد. اصطلاح «بختک روی زندگیش افتاده» نیز ازین جا وارد ادبیات فارسی شده است.
بختک، به عقیده عوام، کنیز اسکندر بود. هنگامی که کلاغ به مشک محتوی آب حیات که اسکندر با خود از ظلمات آورده بود منقار زد و آن را درید و آب حیات بر زمین ریخت، این کنیز بی‌درنگ مشتی از آن آب را برداشته نوشید و اسکندر که سخت خشمگین شده بود به ضرب شمشیر بینی او را بینداخت، و فرنجک از گِل، و به قولی از خمیر، بینی ئی برای خود ساخت. فرنجک که به سبب نوشیدن آن آب عمر جاودانه یافته است چون کسی را به پشت خفته ببیند بر سینه او می‌جهد. اگر در آن حال خفته بیدار شده چنگ در بینی او اندازد فرنجک از بیم آن که بینیش کنده شود گنجی از گنج‌های اسکندر را که می‌شناسد رشوت خواهد داد تا دست از بینیش بردارد. بختک که به سبب همین افسانه بینی گلی، دماغ گلی و خمیری نیز خوانده می‌شود به عقیده عوام در تاریکی و به‌خصوص زیر درخت‌ها در جنگل‌ها و باغ‌ها می‌گردد. ظاهراً این اعتقاد از ناآگاهی عوام به گاز کربنیکی که شب‌ها از گیاهان متصاعد می‌شود و کسی را که در جنگل یا در زیر درخت خفته باشد به خفقان می‌افکند ناشی شده است. برخی افراد معتقدند، در صورتی که بتوان گلو یا دماغ بختک را گرفت، می‌توان هر آرزویی کرد تا بختک آن را برآورده کند.

## سازوکار علمی ایجاد پدیده
در طی خواب در مرحلهٔ حرکت تند چشم در خواب-یعنی مرحله‌ای که فرد خواب رؤیا می‌بیند-مغز انتقال پیام‌های عصبی به‌سوی عضلات اسکلتی (به استثنای عضله دیافراگم و عضلات چشم) را متوقف می‌سازد تا انسان رؤیاهای خود را برون‌ریزی نکند (یعنی مثلاً وقتی در خواب می‌بیند می‌دود، از رخت‌خواب، بلند نشود و شروع به دویدن نکند).
هنگامی که شما قصد دارید بیدار شوید، مغز، دوباره کنترل عضلات را به‌دست می‌گیرد؛ اما گاهی قبل از اینکه مغز کنترل عضلات اسکلتی را به‌دست گیرد و عضلات از حالت فلج بودن خارج گردند، انسان، هوشیاری خود را بازمی‌یابد که نتیجهٔ آن، احساس ترس‌آور فلج‌بودن بدن است.
نقطهٔ مقابل این عارضه، زمانی است که برخی افراد، هنگام دیدن رؤیا دست‌ها و پاهای خود را تکان می‌دهند یا در موارد شدیدتر، دچار خوابگردی (راه‌رفتن در حین خواب) می‌شوند.
برای اطلاعات بیشتر دربارهٔ درمان به فلج خواب مراجعه کنید. 

## شیوع
در تحقیقی آماری که توسط ف. صداقت همدانی و همکاران در بین دانشجویان پزشکی انجام شد، نشان‌داده‌شد که تقریباً ۲۵٪ دانشجویان حداقل یک‌بار فلج خواب یا همان بختک را تجربه کرده‌اند. تجربهٔ فلج خواب حداقل یکبار در طول زندگی در بین مردم شایع می‌باشد.

## در فرهنگ ملل
در زبان آلمانی به این نام‌ها نیز معروف است:
- Mahr – Schrätel – Alb – Alf

آلمانی‌ها نیز مثلی مترادف دارند:
- Es lag mir wie ein Alb auf der Brust

- مِثلِ بختک (با سنگینی جثه به روی کسی یا چیزی افتادن)
- بیت زیر

| چنان بسان فرنجک فرو گرفته مرا |  | که بود مردنم آسان و دم زدن دشوار |
| — «مختاری غزنوی»              |  |                                  |

## یادداشت
1. ↑  Rapid eye movement (REM)